# Ламба (лимнология)

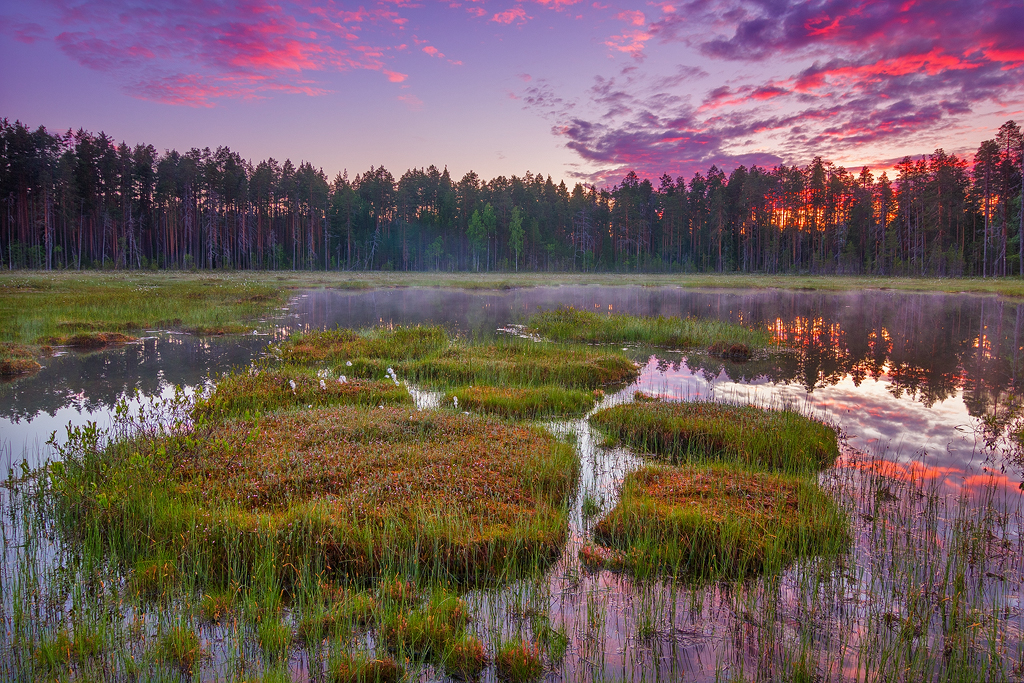
Сухая ламба. Карелия. Кондопожский район

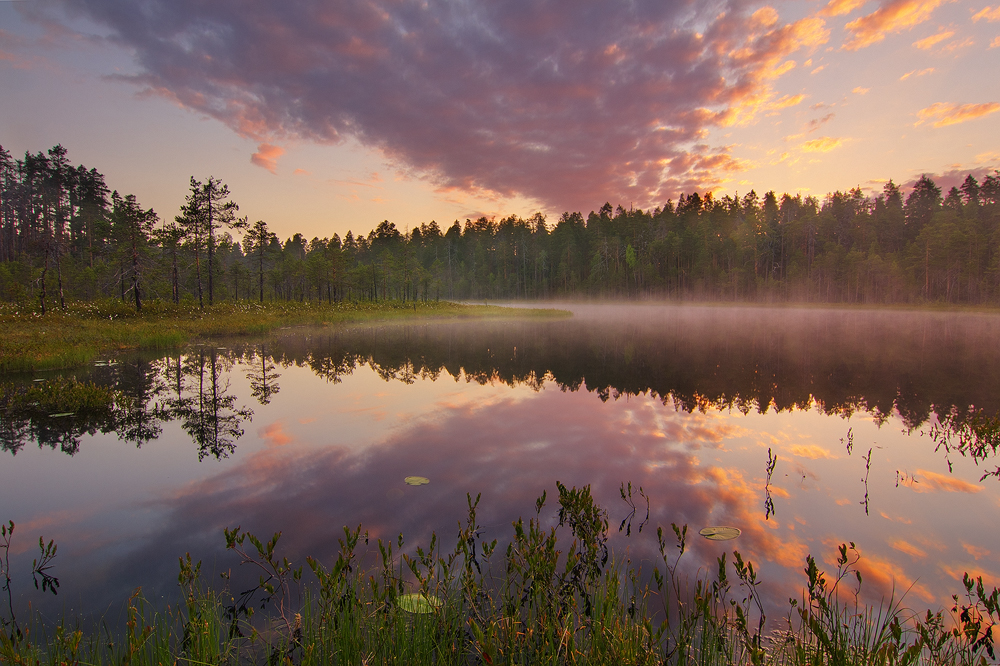
Чудо-ламба. Карелия. Кондопожский район

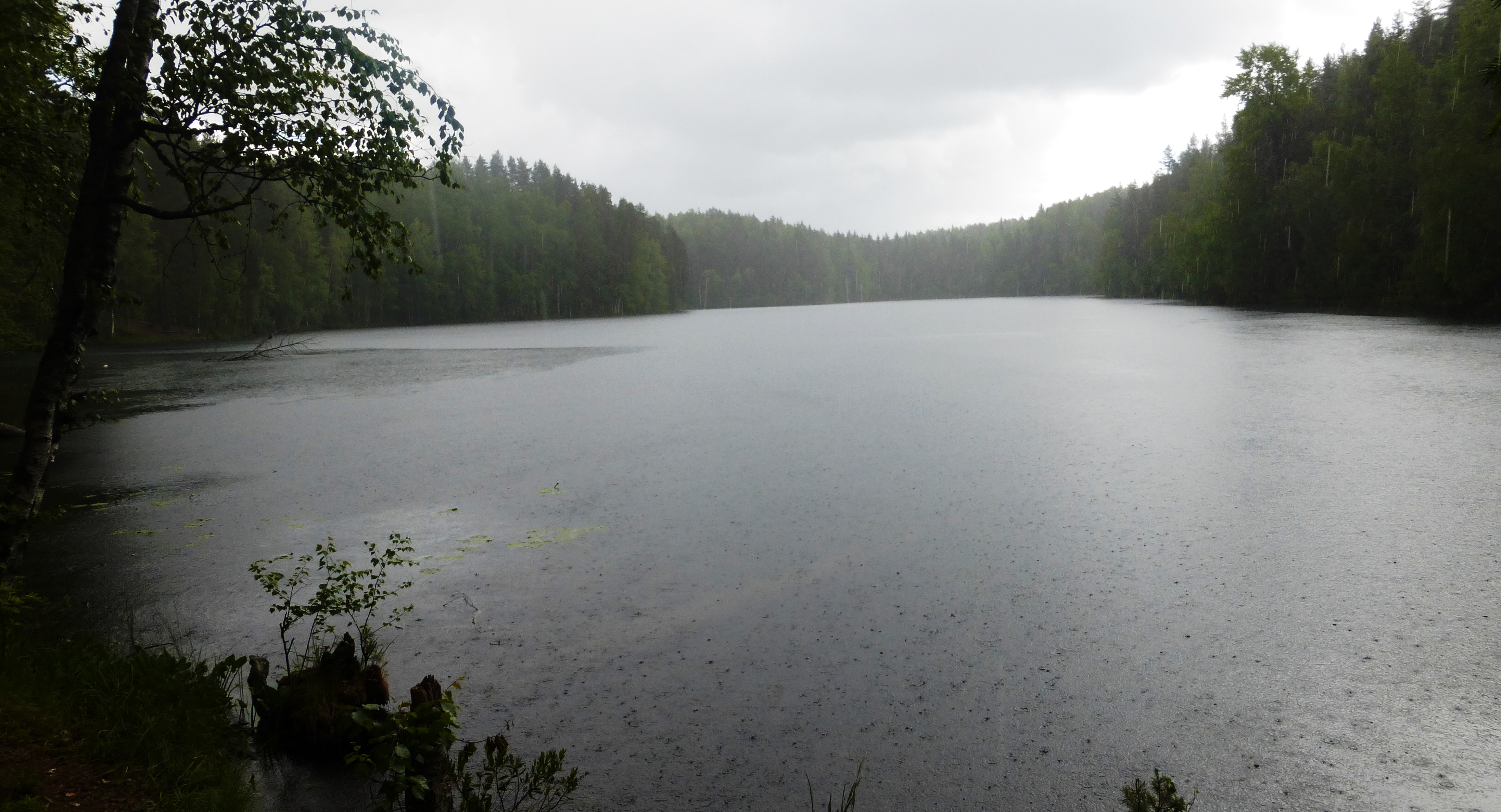
Светлая ламба. Карелия. Пряжинский район

Ла́мба (ламбина, ламбушка) (карел. lambi, фин. lampi) — русское название малых пресноводных, как правило, бессточных лесных озёр на территории Карелии и Финляндии.

## Общие сведения
Ламбами называют озёра площадью менее 1 км². Количество ламб на территории Карелии и Финляндии составляет десятки тысяч, большинство из них площадью менее 0,1 км². Водное питание осуществляется за счёт многочисленных лесных родников и грунтовых вод.
Ламбы располагаются в труднодоступной лесистой местности и, как правило, окружены болотами, берега топкие. Ихтиофауна непроточных ламб представлена измельчавшими окунем, плотвой, налимом, иногда вовсе безрыбные и не имеют, как правило, рыбохозяйственной ценности.
Летом, в июле-августе, прозрачность воды колеблется от 0,4 до 2 м. Низкая прозрачность воды обусловлена естественной окраской болотным гумусом в тёмно-жёлтые и коричневые тона.
Ввиду, в основном, малых средних глубин, ламбы могут промерзать в зимний период до дна при значительных низких температурах воздуха.